# World of Darkness
World of Darkness (WoD, укр. Світ Пітьми, або Світ Темряви) — назва трьох пов'язаних вигаданих світів, створених для настільних рольових ігор на тему надприродного жаху. У Світі Темряви такі істоти, як вампіри, перевертні чи демони реальні, але люди про їхнє існування не здогадуються. Гравцям пропонується взяти ролі цих надприродних істот.
Перша гра у Світі Темряви  Vampire: The Masquerade (VtM) вийшла у 1991 році. В ній гравці отримують ролі вампірів, які існують таємно від людей, полюють на них та керують з-за лаштунків.
Потім, на основі рольової системи Storyteller, яка використовувалась у Vampire: The Masquerade, було випущено ігри про інших істот Світу Пітьми: перевертнів, магів, привидів тощо.
У 2004 Світ Темряви перезапустили, почавши також із гри про вампірів Vampire: The Requiem. Згодом були випущені ігри і про інших істот. Цей Світ Темряви має багато спільних рис із попереднім, але й багато в чому відрізняється від нього. Було модифіковано і рольову систему ігор (вона стала називатись Storytelling System).
Третьою модифікацією Світу Пітьми є Monte Cook's World of Darkness, що заснована на попередніх двох.

## Класичний Світ Пітьми
Тема ігор, дія яких відбувається в «старому» Світі Темряви, охарактеризована авторами, як «готік-панк». Спільною рисою цих ігор є існування паралельно з людьми моторошних надприродних істот, ролі яких на себе мали брати гравці. Спільним мотивом також був неминучий Кінець світу, яким розробники завершили Класичний Світ Пітьми.
З 1991 по 2003 рік було випущено такі ігри (тематичні лінійки) в рамках цього сетинґу:
- Vampire: The Masquerade (Вампір: Маскарад)
- Werewolf: The Apocalypse (Перевертень: Апокаліпсис)
- Mage: The Ascension (Маг: Вознесіння)
- Wraith: The Oblivion (Привид: Забуття)
- Changeling: The Dreaming (Підмінений: Сновидіння)
- Hunter: The Reckoning (Мисливець: Розплата)
- Demon: The Fallen (Демон: Падший)
- Mummy: The Resurrection (Мумія: Воскресіння)
- Kindred of the East (Родичі Сходу)
- Orpheus (Орфей)

## Новий Світ Пітьми
Після закриття Класичного Світу Темряви було випущено новий, змінений сетинґ. Було випущено базову книгу правил, спільну для всіх тематичних лінійок. На зміну темі «готік-панку» прийшла тема «темних таємниць». Відповідно, і в самому ігровому світі побільшало таємниць та білих плям, які на свій розсуд може заповнювати Оповідач.
Новий Світ Пітьми має три базові лінійки:
- Vampire: The Requiem (Вампір: Реквієм) (випущено 21 серпня 2004 року разом із базовою книгою правил)
- Werewolf: The Forsaken (Перевертень: Покинутий) (випущено 14 березня 2005)
- Mage: The Awakening (Маг: Пробудження) (випущено 29 серпня 2005)

Окрім них планується щороку випускати додаткові лінійки. Вже випущено такі:
- Promethean: The Created (Прометеєць: Створений)(11 серпня 2006)
- Changeling: The Lost (Підмінений: Загублений)(16 серпня 2007)
- Hunter: The Vigil (Мисливець: Варта)(15 серпня 2008)
- Geist: The Sin-Eaters (Ґейст: Пожирачі гріхів)(19 серпня 2009)
- Mummy: The Curse (Мумія: Прокляття)(27 березня 2013)
- Demon: The Descent (Демон: Сходження)(21 березня 2014)
- Beast: The Primordial (Звір: Споконвічний) (планується до випуску в 2015 році)